# Rhenopterinae
Rhenopterinae ist eine Unterfamilie der Unterordnung Stylonurina aus der Ordnung der Seeskorpione (Eurypterida).

## Merkmale
Bei den Arten aus der Unterfamilie Rhenopterinae war der hintere Rand des Metastoma abgerundet. Die prosomalen Gliedmaßen II und III besaßen kurze, feste Stacheln, wobei auf III nur ein einziger vorhanden war. Die prosomalen Glieder IV bis VI besaßen keine Stacheln. Das Postabdomen war kaudal und das Telson kurz.

## Fundorte
Vertreter der Unterfamilie Rhenopterinae wurden in Deutschland (Alken, Weinsheim, Overath und im Westerwald) gefunden.

## Systematik
Die Unterfamilie Rhenopterinae wurde 1951 von Leif Størmer aufgestellt. Sie beinhaltet nach Lamsdell, Braddy & Tetlie 2010 folgende Gattungen:
- Alkenopterus
- Rhenopterus